# Condado de Okanogan
O Condado de Okanogan é um dos 39 condados do estado norte-americano de Washington. A sede de condado é Okanogan, e sua maior cidade é Omak. O condado possui uma área de 13766 km², uma população de 39564 habitantes, e uma densidade populacional de 3 hab/km² (segundo o censo nacional de 2000).